# Karl Sporbeck
Karl Sporbeck (* 16. März 1924 in Haspe bei Hagen; † 26. November 1980) war ein deutscher Politiker der SPD.

## Ausbildung und Beruf
Karl Sporbeck besuchte die Volksschule und die Berufsschule. Er war Teilnehmer am Lehrgang über Arbeiterkunde an der Sozialakademie Dortmund sowie von Gewerkschaftslehrgängen. Sporbeck absolvierte eine Lehre als Maschinenschlosser; danach nahm er eine Tätigkeit als Former und Reparaturschlosser auf.

## Politik
Karl Sporbeck war ab 1946 Mitglied der SPD. 1954 wurde er Vorsitzender des Ortsvereins Haspe-Süd und ab 1959 1. Vorsitzender des SPD-Stadtverbandes Hagen. Ab 1961 fungierte er als Vorstandsmitglied des SPD-Unterbezirks Hagen-Ennepe-Ruhr. Sporbeck war ab 1945 Mitglied der IG Metall und ab 1953 Mitglied der Vertreterversammlung. 1959 wurde er Ortsverwaltungsmitglied und ab 1961 wirkte er als 2. Bevollmächtigter der Ortsverwaltung der IG Metall Hagen. 1959 wurde er Mitglied der Bezirkskonferenz der IG Metall Bezirk Hagen. Ab 1955 war er Betriebsratsmitglied der Firma Klöckner in Haspe und 1959 Beiratsmitglied. Ab 1961 wirkte Sporbeck als 2. Beiratsvorsitzender bei den Klöckner-Werken, Hütte Haspe. Auch war er als Mitglied des gemischten Ausschusses „Zur Harmonisierung der Arbeitsbedingungen bei Eisen und Stahl“ der Montanunion tätig. Seine weiteren Mitgliedschaften waren; Bürgervertreter im Sparkassenrat und in Ausschüssen der Stadt Hagen sowie Mitglied im Landesbeirat für Immissionsschutz.
Karl Sporbeck war vom 23. Juli 1962 bis zum 25. Juli 1970 direkt gewähltes Mitglied des 5. und 6. Landtages von Nordrhein-Westfalen für den Wahlkreis120 Hagen I bzw. für den Wahlkreis 123 Hagen I.